# Катастрофа Gulfstream III под Аспеном
Катастрофа Gulfstream III под Аспеном — авиационная катастрофа, произошедшая 29 марта 2001 года. Частный самолёт Gulfstream III авиакомпании Avjet Corporation выполнял рейс по маршруту Лос-Анджелес—Аспен, но при заходе на посадку в пункте назначения врезался в возвышенность около аэропорта Аспена и разрушился. Погибли все находившиеся на его борту 18 человек — 15 пассажиров и 3 члена экипажа.

## Самолёт
Gulfstream III (регистрационный номер N303GA, серийный 303) был выпущен в мае 1980 года. Изначально в июне того же года был зарегистрирован в компании-производителе под бортовым номером N303GA. 1 мая 1981 года был передан ВВС Кот-д'Ивуара, где получил б/н TU-VAF. В ноябре 1989 года был возвращён в компанию-производителя (где он снова получил б/н N303GA), а 10 апреля 1990 года был куплен частной авиакомпанией Avjet Corporation. Оснащён двумя турбореактивными двигателями Rolls-Royce Spey 511-8. На день катастрофы совершил 3507 циклов «взлёт-посадка» и налетал 7266 часов.

## Экипаж
Состав экипажа борта N303GA был таким:
- Командир воздушного судна (КВС) — 44-летний Роберт Фрисби (англ. Robert Frisbie). Опытный пилот, в авиакомпании Avjet Corporation проработал 5 месяцев (с октября 2000 года). Налетал свыше 9900 часов, 1475 из них на Gulfstream III (175 из них в качестве КВС).
- Второй пилот — 38-летний Питер Ковальчик (англ. Peter Kowalczyk). Опытный пилот, в авиакомпании Avjet Corporation проработал 4 месяца (с ноября 2000 года). Налетал свыше 5500 часов, 913 из них на Gulfstream III.

В салоне самолёта работала одна стюардесса — 42-летняя Кэтрин Наранхо (англ. Catherine Naranjo).

## Хронология событий
29 марта 2001 года КВС Фрисби и второй пилот Ковальчик прибыли в аэропорт Бербанка (Калифорния) около 12:00 MST. В 15:38, после проверки погоды и осмотра самолёта Gulfstream III борт N303GA, самолёт вылетел из Бербанка и уже в 15:49 приземлился в аэропорту Лос-Анджелеса, где на его борт поднялись третий член экипажа (стюардесса Наранхо) и 15 пассажиров. Изначально борт N303GA должен был вылететь из Лос-Анджелеса в 16:30, но вылет был задержан на 41 минуту из-за опоздания пассажиров; в итоге самолёт вылетел из Лос-Анджелеса в 17:11.
Ранее в тот же день представитель Федерального управления гражданской авиации США (FAA) сообщил пилотам борта N303GA, что в соответствии с правилами полётов по приборам посадка ночью в Аспене будет незаконной. Кроме того, пилоты были осведомлены о том, что из-за ограничений по снижению шума их борт должен был приземлиться в Аспене до 18:58 (времени наступления ночного комендантского часа). После задержки вылета из Лос-Анджелеса предполагаемое время посадки борта N303GA в Аспене было 18:46, за 12 минут до наступления комендантского часа.
Когда самолёт приблизился к аэропорту Аспена, стало очевидно, что некоторые другие прибывавшие рейсы выполняли пропущенные заходы на посадку, поскольку они не смогли выполнить заход на взлётную полосу №15 по приборам. Аэропорт Аспена со всех сторон окружала высокая местность, и для посадки требовалось довольно крутое снижение.
В 18:56:06 авиадиспетчер разрешил пилотам борта N303GA заход на посадку по приборам VOR/DME-C, после чего самолёт проследовал к Красной таблице VOR, выполняя всю последовательность назначенных манёвров снижения, и начал заход на посадку на ВПП №15. Когда он продолжил снижение, пролетев точку захода на посадку (когда ВПП должна была быть в поле зрения пилотов), экипаж уже не мог визуально определить местоположение взлётной полосы из-за темноты и ухудшающихся погодных условий (снежного ливня). В 19:01:57 MST, находясь на крутом крене влево, борт N303GA врезался в возвышенность примерно в 700 метрах от торца взлётной полосы №15 и полностью разрушился. Все 18 человек на его борту погибли.

## Расследование
Расследование причин катастрофы борта N303GA проводил Национальный совет по безопасности на транспорте (NTSB) совместно с Федеральным управлением гражданской авиации (FAA).
Окончательный отчёт расследования был опубликован 11 июня 2002 года.
Согласно отчёту, причинами катастрофы стали:
- уведомления FAA для пилотов от 27 марта 2001 года относительно ограничения на заход на посадку VOR/DME-C в аэропорту Аспена в ночное время и отказ FAA сообщить об этом ограничении авиадиспетчерам;
- неспособность пилотов борта N303GA визуально наблюдать горную местность из-за темноты и плохих погодный условий;
- давление на пилотов борта N303GA (требование немедленной посадки со стороны пассажиров, задержка вылета из Лос-Анджелеса и временное ограничение на посадку в Аспене)[1].

## Культурные аспекты
Катастрофа под Аспеном будет показана в 26 сезоне канадского документального телесериала Расследования авиакатастроф.